# Geschlechterfriedhof

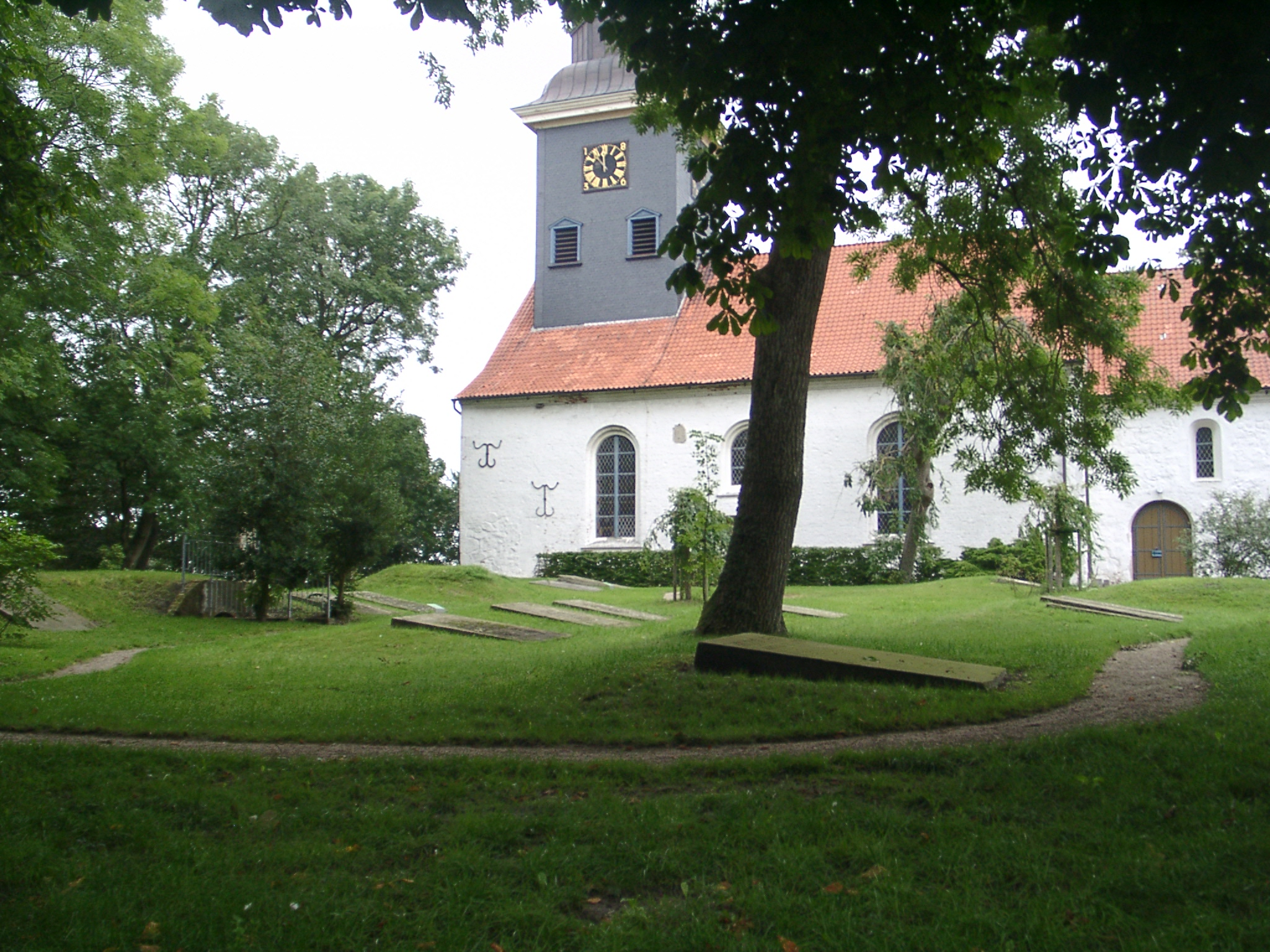
Geschlechterfriedhof com a St. Laurentiuskirche ao fundo

O Geschlechterfriedhof é um local de sepultamento na comunidade de Lunden, estado de Schleswig-Holstein, de famílias camponesas de Dithmarschen. Sua significância se deve ao grande número de lápides, estelas e criptas, que remontam até o século XVI. No total existem 67 sepulturas no cemitério declarado como monumento histórico.

## História

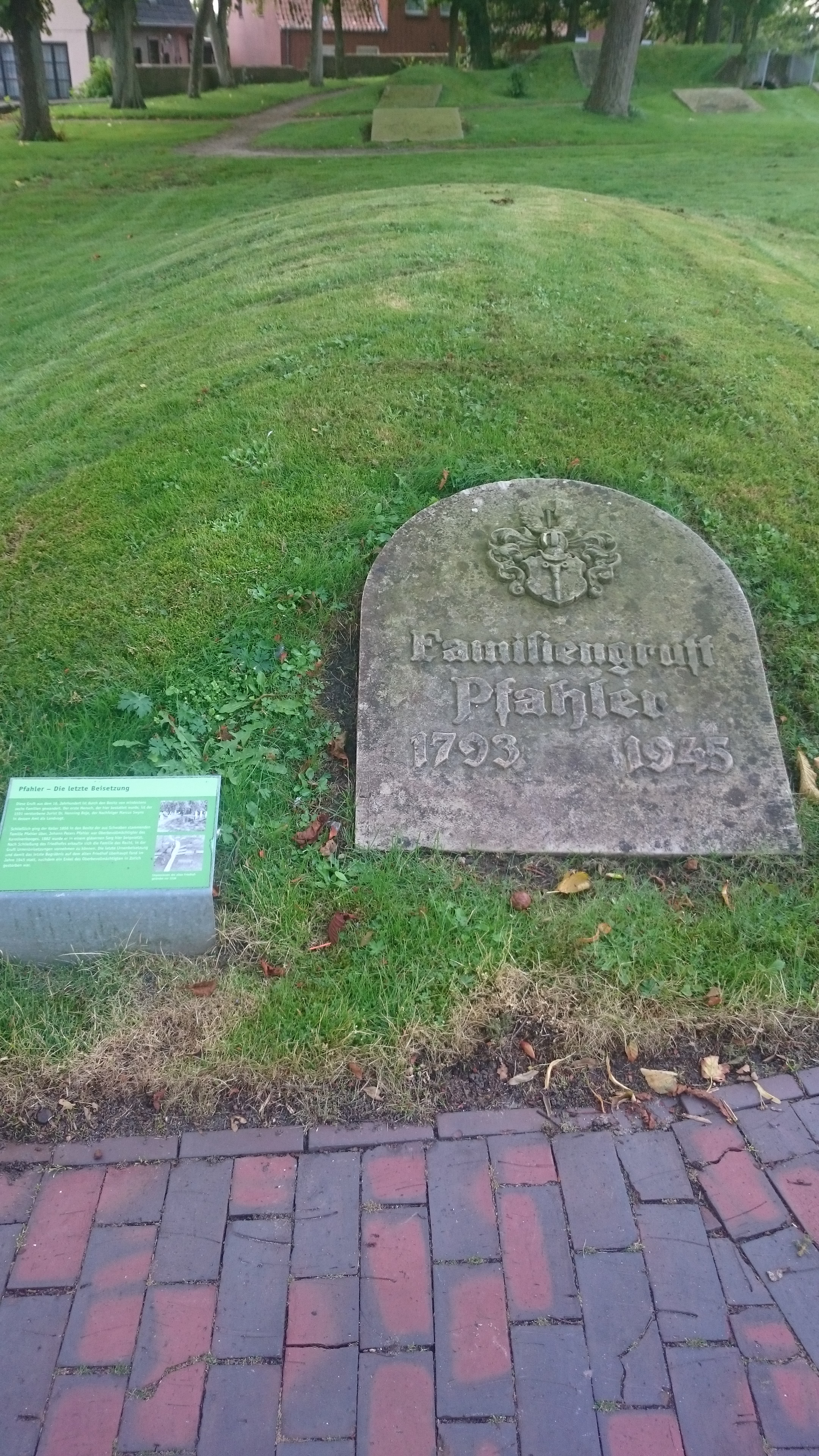
Cripta da família Pfahler

Algumas famílias camponesas tiveram grande importância política e econômica regional durante a República Camponesa de Dithmarschen (1447 a 1559). Sua afiliação fornecia não apenas prestígio e riqueza, mas também garantia de segurança nas vinganças que ocorriam regularmente. O sentimento de união foi tão longe que as perjúrias foram juramentadas em tribunal para proteger os membros da família. Para fortalecer as famílias camponesas foram frequentemente aceitos como familiares membros de outras famílias
Durante a República Camponesa de Dithmarschen os ramos familiares de Lunden estavam representados em posições relevantes de decisão do Conselho dos Quarenta e Oito Regentes. Para se distinguirem do público em geral, essas famílias também reivindicaram posições expostas no cemitério, com tumbas elaboradas, estelas ou criptas.
Embora não existam mais sepulturas da época de sua fundação, o Geschlechterfriedhof remonta ao século XII, tal como a Igreja de St. Laurentius. Em 1875 o cemitério foi fechado. Os sepultamentos ocorrem desde então em um novo cemitério no sul da localidade. Apenas na cripta dos Pfahler os familiares ainda podem ser enterrados. O último sepultamento ocorreu em 1945.

## Localização
O Geschlechterfriedhof está localizado, juntamente com a St. Laurentiuskirche, em uma antiga duna para proteção contra inundações. Mesmo na grande Enchentt do Dia de Todos os Santos de 1436 ambos não foram atingidos pela inundação.
Além disso, os cidadãos de Lunden construíram um muro de 1 a 2 metros de altura ao redor da área. Isso não só aumentou a proteção contra enchentes, mas também serviu como baluarte na Guerra Dinamarquesa-Hanseática (1509-1512) contra os assaltos dos dinamarqueses. Um caminho levava ao longo do interior da área murada. No decorrer dos anos surgiu o costume de conduzir os cadáveres várias vezes no caixão ao longo da fronteira do cemitério antes de seus enterros. Atualmente esse caminho não existe mais.
A divisão interna do cemitério resulta dos percursos dos primeiros caminhos principais que conduziam às sepulturas. Eram estes o Flehder, Lundener e Leher Stegel bem como o Presterstegel. Embora estes caminhos não mais existam, sua antiga localização é conhecida. Os túmulos das famílias mais ricas e proeminentes estão localizados nessas rotas principais. Assim, os túmulos dos Sulemannen, dos Wuthmannen e Swyne estão no Flehder Stegel, os dos Nannen, Ebbingmannen e parcialmente o Russebolingmannen no Lundener Stegel. No Presterstegel foram sepultados os membros da família dos Vorhebkemannen e algumas famílias dos Russebolingmannen, enquanto os túmulos dos Jerremannen e Helmkes se encontram no Leher Stegel. O sul da igreja parecia evidentemente ter sido preferido ao norte, pois as estimadas famílias dos Nannen e Swyne preferiam esta localização.
No sudeste da igreja não há sepulturas com pedras sepulcrais. Provavelmente foram sepultados neste local os pobres da localidade.

## Criptas
Uma característica especial do Geschlechterfriedhof são suas criptas. Todas foram construídas antes do ano 1700. As mais antigas são do século XV, e a maioria delas dos séculos XVI e XVII. Embora as criptas pudessem ser herdadas ou vendidas, seus nomes foram preservados. De originalmente dezenove criptas, treze ainda estão preservadas. Algumas perderam sua sustentabilidade ao longo dos séculos e entraram em colapso. Responsável por isto foi provavelmente o roubo de seus revestimentos de arenito. Como quase não existem pedras na região, muitas foram subtraídas e reutilizadas como degraus de escadas. A maior parte das criptas estão orientadas na direção leste-oeste, de acordo com a orientação da igreja, mas algumas também se adaptam ao curso dos caminhos.

## Lápides e Estelas

### Origem
As lápides consistiam principalmente de arenito Weser (em alemão:  Wesersandstein). Foram transportadas por navio via Bremen até o rio Eider no antigo porto de Wollersumer. Algumas pedras sepulcrais provêm de pedreiras perto de Namur e são de granito belga ou mármore azul. As pedras brutas foram muitas vezes adquiridas durante a vida das pessoas a ser enterradas e pré-lapidadas. Apenas a data da morte ficava em aberto. Além das habituais pedras sepulcrais foram também erigidas estelas. Atualmente existem ainda sete estelas. Como estavam menos expostas ao tempo devido à sua posição vertical, a estrutura da superfície foi melhor preservada que as sepulturas convencionais.

## Sepulturas significativas

### Peter Swyn

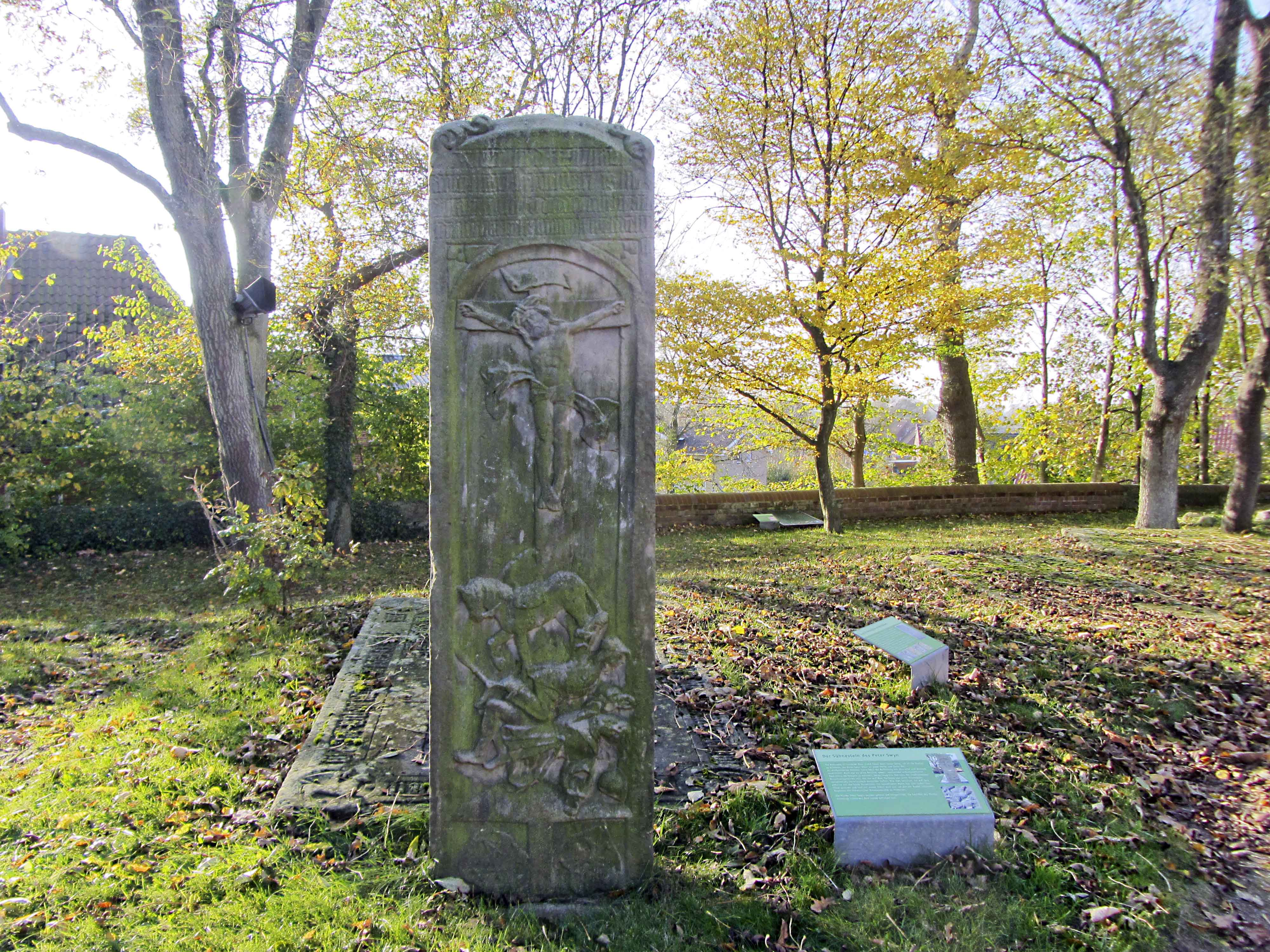
Estele e Sühnestein de Peter Swyn

Na sepultura número onze foi enterrado Peter Swyn. Sua estela mostra dentre outros seu assassinato. Ao lado encontra-se uma placa sepulcral coma inscrição Pater Patriae. na pedra sepulcral está grafado: ANNO CHRISTI MDXXXVII AM DAGE MARIE HELVART DEN XV. AVGVSTI IS HIR PETER SVIIN BEGRAVEN WORDEN.

### Nannenkeller
A maior cripta do Geschlechterfriedhof é de Nannenkeller. Tem 5,60 m de comprimento, 3,20 m de largura e 2,20 m de altura. A espessura da parede é de 0,30 m. É alcançada através de uma escadaria de pedra de 1,10 m de largura. Foi originalmente coberta com uma laje de pedra. Quatro anéis de ferro anexados possibilitaram em sepultamentos seu transporte e, assim, o acesso às escadas. Pedestais de pedra ou prateleiras de ferro foram usados para depositar os caixões. A ventilação ocorreu através de duas aberturas, uma na entrada e outra na parede sul.